# Liolaemus antumalguen
Espèce
Statut de conservation UICN

 LC  : Préoccupation mineure
Liolaemus antumalguen est une espèce de sauriens de la famille des Liolaemidae.

## Répartition
Cette espèce est endémique de la province de Neuquén en Argentine. On la trouve entre 2 900 et 3 600 m d'altitude.

## Étymologie
Cette espèce est nommée en l'honneur d'Antú Malguén, une fée mythologique des Mapuches, épouse du soleil, en référence à sa découverte sur le volcan Domuyo.

## Publication originale
- Avila, Morando, Perez & Sites, 2010 : A new species of the Liolaemus elongatus clade (Reptilia: Iguania: Liolaemini) from Cordillera del Viento, northwestern Patagonia, Neuquén, Argentina. Zootaxa, no 2667, p. 28–42.